# Saint-Martin-sous-Montaigu
Saint-Martin-sous-Montaigu è un comune francese di 354 abitanti situato nel dipartimento della Saona e Loira nella regione della Borgogna-Franca Contea.

## Società

### Evoluzione demografica
Abitanti censiti